# 完美星球
《完美星球》（英語：A Perfect Planet），是由戴維·阿滕伯勒担任旁白及主持的自然紀錄片，于2021年1月3日在英國廣播公司第一台首播。

## 英国国外播出情况
在中国大陆，该片于2021年1月4日起在央视纪录频道和腾讯视频播出，由谢猛旁述。亚洲地区则由BBC自然知性台于同年1月11日首播。
於2021年7月10日起在台灣公共電視播出，採中英雙語播出。
於2024年3月15日起在香港無綫電視明珠台播出，只限英語原聲廣播，不設粵語配音播出。

## 每集内容
| 集數 | 標題         | 首播日期      | 英国收視人數 （百萬） |
| ---- | ------------ | ------------- | --------------------- |
| 1    | 火山 Volcano | 2021年1月3日  | 待定                  |
| 2    | 阳光 The Sun | 2021年1月10日 | 待定                  |
| 3    | 天气 Weather | 2021年1月17日 | 待定                  |
| 4    | 海洋 Oceans  | 2021年1月24日 | 待定                  |
| 5    | 人类 Humans  | 2021年1月31日 | 待定                  |